# Paul Johansen (Aktuar)
Paul Johansen (* 28. Mai 1910 in Kopenhagen; † 5. Januar 2012) war ein dänischer Aktuar und Manager.

## Leben
Johansen studierte ab 1928 an der Universität Kopenhagen Aktuarwissenschaften, wo er unter Johan Frederik Steffensen und Harald Bohr lernte und im Jahr 1932 mit der Goldmedaille der Hochschule ausgezeichnet wurde. Ab 1934 arbeitete er bei Nye Danske als aktuarieller Assistent, parallel promovierte er bis 1941 am Institut für Versicherungsmathematik der Kopenhagener Universität. Nach der Fusion der Gesellschaft mit der Nordisk Brandforsikring im Jahr 1973 zu Nye Danske Lloyd übernahm er den Vorstandsvorsitz. Nach seinem altersbedingten Ausscheiden im Jahr 1977 bestand das Unternehmen noch bis 1982 eigenständig, ehe es im Balticakonzern aufging.
Auch abseits seiner unternehmerischen Tätigkeit zeichnete er sich im Bereich der internationalen Organisation der Aktuare und Aktuarwissenschaften aus. Zunächst war er bei der im Jahr 1953 gegründeten Nordic Tariff Organization of Actuaries, die länderübergreifend für Aktuare aus Norwegen, Schweden, Finnland und Dänemark eine Plattform für Diskussionen um aktuarielle Methoden bei der Tarifentwicklung darstelle, eine zentrale Figur. Hieraus entwickelte sich Ende der 1950er Jahre die ASTIN-Sektion innerhalb der späteren International Actuarial Association, deren erster Vorsitzender er wurde. Im Führungskomitee der Sektion arbeitete er bis 1980 und war somit an entscheidenden Weichenstellungen für die Entwicklung der IAA und der ASTIN-Sektion, aber auch der weltweiten Verbreitung von aktuariellen Methoden zentral beteiligt.